# URS Corporation
URS Corporation est un bureau d'études et de conseil en ingénierie américain.

## Histoire
En juillet 2014, Aecom acquiert URS pour 4 milliards de dollars. Cette acquisition fait d'Aecom la plus grande entreprise d'ingénierie au monde. 